# Piotr Kamieniecki
Piotr Kamieniecki herbu Pilawa (ur. po 1410, zm. w 1447) – starosta dobczycki.

## Życiorys
Najstarszy syn Marcina Kamienieckiego, wnuk Klemensa Moskarzewskiego (zm. 1408). Miał pięciu braci: Mikołaja, Marcina, Jana, Henryka (1430-1494), Klemensa i trzy siostry: Katarzynę, Dorotę i Małgorzatę.
Wraz z bratem Henrykiem Andreasem Kamienieckim, kasztelanem sanockim, wspierał konfederację Spytka z Melsztyna, złożył w tym celu swój podpis pod aktem konfederacji w 1439 r., jednak po klęsce pod Grotnikami, pod koniec życia  nawiązał kontakty z dworem królewskim.
Brał udział w wyprawie króla Władysława III Warneńczyka  przeciw Turkom na Węgry. W nagrodę król kazał zawiesić jego herb w Kościele NMP w stolicy Węgier - jako jednego z 20 symboli najdzielniejszych wojowników. W nagrodę otrzymał starostwo dobczyckie, odebrane wcześnie Moskarzewskim. Zmarł w 1447 r.